# Lid versus Larry Flynt
Lid versus Larry Flynt (v anglickém originále The People vs. Larry Flynt) je americký životopisný film z roku 1996.

## Výroba
Podle scénáře Scotta Alexandera a Larryho Karaszewskiho jej natočil režisér Miloš Forman. Věnuje se kariéře vydavatele pornografických magazínů Larryho Flynta, jehož postavu ve snímku ztvárnil Woody Harrelson (jako mladého pak Cody Block). Dále ve filmu vystupovali Courtney Love a Edward Norton, v dalších rolích Norm Macdonald, Brett Harrelson, James Carville a Jan Tříska. Menší roli zde měl také samotný Larry Flynt, který hrál soudce Morrisseye. Než byl do hlavní role obsazen Harrelson, uvažovalo se například o Billu Murrayovi a Tomu Hanksovi. Autorem hudby k filmu byl Thomas Newman.

## Ocenění
Film získal řadu ocenění, například Zlatého medvěda. Forman převzal Zlatý glóbus za nejlepší režii a scenáristé Zlatý glóbus za nejlepší scénář. Ve dvou kategoriích (režie a herec v hlavní roli) byl film také neúspěšně nominován na Oscara. Snímek byl dále oceněn na několika filmových festivalech.

## Obsazení
| Woody Harrelson    | Larry Flynt           |
| Cody Block         | mladý Larry           |
| Courtney Love      | Althea Leasure        |
| Edward Norton      | Alan Isaacman         |
| Richard Paul       | Jerry Falwell         |
| James Cromwell     | Charles Keating       |
| Donna Hanover      | Ruth Carter Stapleton |
| Crispin Glover     | Arlo                  |
| Vincent Schiavelli | Chester               |
| Brett Harrelson    | Jimmy Flynt           |
| Ryan Post          | mladý Jimmy Flynt     |
| Miles Chapin       | Miles                 |
| James Carville     | Simon Leis            |
| Burt Neuborne      | Roy Grutman           |
| Jan Tříska         | atentátník            |
| Norm Macdonald     | reportér              |
| Larry Flynt        | soudce Morrissey      |